# 印度共产党（毛主义）
印度共产党（毛主义），简称印共（毛）（CPI (Maoist)），是印度的一个非法的毛主义政党。该党被印度政府列为恐怖组织。该党于2004年9月21日由印度共产党（马列）人民战争和印度毛主义共产主义中心合併而成。

## 历史
1967年纳萨尔巴里起义是纳萨尔毛派叛乱的开始，激励了随后的斯里卡库兰农民起义等起义。1969年，印度共产党（马列）成立，其总书记查鲁·马宗达1972年被捕，随即死于狱中，此后纳萨尔巴里运动步入低潮，印共（马列）陷入一系列冲突、分裂和合并，其中，印度共产党（马列）人民战争（通常称为“人民战争集团”）1980年成立，发源于安得拉邦和泰米尔纳德邦。另一支毛派是1969年卡奈·查特吉领导成立的毛主义共产主义中心，发源于西孟加拉邦。
印度共产党（马列）人民战争和毛主义共产主义中心经过一系列变迁，于2004年9月21日合并为印度共产党（毛主义）。印度共产党（马列）人民战争的人民游击军和印度毛主义共产主义中心的人民解放游击军，则合并为该党的军事组织人民解放游击军。兩個組織於同年10月14日公佈合併事宜，並籌組了臨時中央委員會，由印度共产党（马列）人民战争領袖贾纳帕蒂出任總書記。合并后，该党奉查鲁·马宗达和卡奈·查特吉为该党的两位创始人。2007年1月，印共（毛）秘密召开第九次代表大会，会上通过了指导该党今后工作的五个纲领性文件：《高举马列毛主义的鲜红旗帜》、《党纲》、《党章》、《印度革命的战略和策略》、《关于当前国内外形势的决议》。2014年5月1日，印度共产党（马列）纳萨尔巴里并入该党。2018年11月，巴萨瓦拉吉被选为新的总书记。

## 著名事件
印度共产党（毛主义）通常以游击战的方式攻击印度政府，而每次攻击都造成双方一定损失。
据印度内政部统计，印度全国发生的91%的暴力事件和89%的因暴力事件而导致的死亡都是由印共（毛）引起的。2004年印度共有100名警察被该党打死，2005年共造成566人死亡，2006年造成了696人死亡。至2009年7月印共（毛）已制造了6000多起暴力事件，造成至少3000人死亡。
2002年拉菲加恩杰火车脱轨事件，人民战争集团被部分调查者怀疑为肇事者。印度政府指责印共（毛）制造了2010年杰纳内斯瓦里特快列车脱轨事件。印共（毛）发表声明予以否认。
印共（毛）的著名攻击有：
- 2010年2月15日，锡尔达营袭击，至少25名警察在毛派的袭击中死亡。
- 2010年4月6日，丹德瓦达袭击。印度部队在切蒂斯格尔邦遭到印共（毛）的袭击，75人被打死，20多人受伤。[6]这是毛派在单次冲突中杀死最多安全部队成员的一次。同一天，毛派领导人戈帕尔（Gopal）说，袭击事件是政府绿色狩猎行动攻势的“直接后果”。[7]
- 2010年5月17日，丹德瓦达巴士爆炸。毛派游擊隊發動攻擊，切蒂斯格尔邦丹德瓦达县攻擊一台公車，造成二十餘人受傷，其中多為警察。[8]
- 2010年6月29日，在印度中部切蒂斯格尔邦的一次毛派攻击中，至少26名警察被杀。[9]
- 2013年5月25日，达尔巴丛林袭击。
- 2014年3月11日，至少16人，其中包括11名中央后备警察部队人员、4名警察和1名平民，在一次埋伏被杀，地点是切蒂斯格尔邦苏格马县Gheeram Ghati的茂密森林地区。
- 2014年12月1日，14名中央后备警察部队人员，包括2名军官，在南切蒂斯格尔邦的苏格马县被毛派伏击而身亡。[10]
- 2017年3月11日，15名中央后备警察部队士兵和1名平民在切蒂斯格尔邦巴斯塔尔和苏格马县遭到纳萨尔派袭击而遇害。[11]
- 2017年4月24日，2017年苏格马袭击。
- 2018年3月13日，2018年苏格马袭击。
- 2020年3月23日，切蒂斯格尔邦發生與毛派遭遇戰，17名政府軍被打死，15人傷。[12][13]
- 2021年4月3日，2021年苏格马-比贾布尔袭击，印度警察於切蒂斯格尔邦進行搜查行動時，遭到毛派突襲，導致至少22名印度警察身亡、31名警員受傷。[14]据印共（毛）方面透露，毛派有4人死亡。[來源請求]
- 2023年丹德瓦达爆炸。
- 2024年1月16日，据印共（毛）发言人声明称，比贾布尔县的游击队在三个小时的突袭中，袭击了中央后备警察部队营地。多达35名警察死亡，40多人重伤。[15]切蒂斯格尔邦警方予以否认，称只有4名安全部队人员死亡。[16]

## 意识形态
2004年合并前，尽管印度共产党（马列）人民战争和印度毛主义共产主义中心都相信为达成目标要以暴力革命为手段，但两党仍有意识形态分歧，前者认同马克思主义、列宁主义、毛泽东思想，而后者认同马克思列宁毛主义。合并后，印共（毛）将马列毛主义作为指导一切行动和思考的思想基础。
印共（毛）的《党纲》称，全球化是“市场原教旨主义者”对人民的战争，“种姓制度”是一种社会压迫。印共（毛）中央总书记贾纳帕蒂称，他们正在进行持久人民战争，目标是通过新民主主义革命打倒帝国主义、封建主义和官僚买办资本主义，以建立人民政府，实现社会主义并最终实现共产主义。
印共(毛)中央在2004年所撰写的《印度革命的战略与策略》一文中称要“在各民族平等权利和自决权的基础上”“自愿在印度人民民主共和国内结成联邦”，“并如果意愿强烈，有建立独立国家的权力”。印共(毛)“坚决彻底地”支持克什米尔和印度东北部的分裂要求，只要“针对我们的共同敌人”，并称“共产党人必须投身”包括独立建国在内的“各民族民主要求”。该党同年写成的党纲中表示支持克什米尔以及那加兰人、阿萨姆人、曼尼普尔人和其他印度东北部民族等“受压迫民族的斗争”，并“在任何情况下必须支持”包括脱离权的民族自决权。

## 活动范围和人数
该党在成立后的两年中，势力范围迅速扩展，全印度170多个县受到影响，受影响区域被称为“红色走廊”，北起尼泊尔边境，南至安得拉邦南部山区。该党在这一地区势力强大，活动频繁，试图把这一地区建成一个革命联合区域。据信，到2009年10月，该党在印度20个邦有活动。北京的前《人民日报》驻印度首席记者任彦说，约有2亿印度人在该党的控制范围内。
2006年，德里观察员研究基金会的PV Ramana估计纳萨尔派有9000-10000名武装战士，可使用约6500支枪支。2009年人民网报道称，它的武装人员在2.5万人左右，在村一级的外围成员有5万人。2013年印度《商业标准报》报道称，纳萨尔派有8000到9000人。盖塔姆·纳拉卡引用《印度快报》报道，称人民解放游击军在2013年已经召集了12个连，超过25个排和一个供应排，而2008年则是8个连和13个排。拥有弓箭、大刀和大砍刀的人民民兵组织被认为在后勤方面协助人民解放游击军，估计约有38000人。

## 组织
党的层级包括中央委员会、地方局（负责管理二或三个邦）、邦委员会、分区委员会、县委员会和“达拉姆”（dalams，武装队）。揚·米爾達指出，印共（毛）还组织“领导力培训计划”等活动，作为度过国家猛烈进攻的措施。

### 政治局
印共（毛）的最高决策机构是政治局，有十三或十四名成员，其中六人在2007年至2010年期间被杀或被捕。普拉尚·博斯和阿南德是著名的政治局委员，阿南德於2023年因心脏病去世。Sudhakar别名“Kiran”，是政治局委员。政治局委员沙舍·辛格·谢里于2005年10月30日死于脑型疟疾-黄疸。2005年至2011年，数名政治局委员被逮捕，其中包括舒塞尔·罗伊、那拉扬·桑亚尔、Pramod Mishra、Amitabh Bagchi、柯柏德·甘迪、Baccha Prasad Singh和Akhilesh Yadav。Ashutosh Tudu和Anuj Thakur是该党另外两名被捕的政治局委员。政治局委员迪奥·库马尔·辛格于2018年3月21日因心脏病发作而死亡。政治局委员阿扎德和基申吉被杀害。政治局委員Akkiraju Haragopal化名Ramkrishna，於2021年因病去世。

### 中央委员会
中央委员会受命于政治局并向其成员传递信息。2010年阿南德告诉媒体，在印共（毛）中央的45名委员中，8人被捕，22人被印度政府杀害。中央委员阿努拉达·甘迪于2008年4月12日去世。科萨、Thippiri Tirupathi （别名 “Devuji”）和马洛朱拉·维努戈帕尔是中央委员。截至2011年9月22日，九名中央委员入狱，其中包括Moti Lal Soren，Vishnu，Varanasi Subramanyam，Shobha，Jhantu Mukherjee，Vijay Kumar Arya。中央委员拉维·夏尔马（Ravi Sharma）后来也被捕。Chandramouli，中央委员帕特尔·萨德哈卡尔·雷迪和纳尔默达·阿卡被武装部队杀害。

### 中央军事委员会
中央军事委员会由中央委员会设立，领导人民解放游击军。除了中央军事委员会，还设有邦军事委员会。:105,106中央军委直接领导中央技术委员会。中央军委原由巴萨瓦拉吉领导，后由德夫吉负责。阿南德和迪奥·库马尔·辛格是中央军委的委员。Anuj Thakur是中央军委的被捕成员。基申吉和Chandramouli也是中央军委委员。
人民解放游击军分为三个部分：一等部队，二等部队和基本部队。所有人民解放游击军成员都是志愿者，没有工资。扬·米尔达指出，印共（毛）的女干部约占40％，并担任多个“指挥职位”。目前，女性成员占毛派干部的60％，27个游击分区中，20个是女性指挥官指挥。

### 医疗单位
毛派在巴斯塔尔的村庄建立了“医疗单位”，而印共（毛）则负责“移动医疗单位”。:101 拉胡尔·潘迪塔写道：
在健康领域，毛派经常填补国家留下的巨大空白。他们的移动医疗单位覆盖很长的距离，为部落提供初级卫生保健……各种训练营定期举行，以进行防治疾病如腹泻或疟疾的预防措施。医疗队的基层医生可以接种疫苗，通过症状识别一些疾病，治疗不严重的伤害。有些人甚至可以进行简单的血液检查来诊断。这在这些区域是一个显著优势。:101–102
此外，印共（毛）的医疗服务小组也从一个村庄移动到另一个村庄，为选定的年轻部落人民提供“基本医疗培训”，使他们能够通过预兆识别常发疾病，这样他们也可以向患者分发疫苗。:102

### 掩护组织
该党的掩护组织包括激进青年团、Rythu Coolie Sangham、激进学生会、辛格雷尼工人联合会、Viplava Karmika Samakhya、Porattam kerala、Ayyankali pada Kerala、Njattuvela Kerala、全印革命学生联合会、革命阿迪瓦西妇女组织、雀塔那文工团。

## 资金来源
一些消息来源称，资金来自于绑架富人要求赎金、敲诈勒索、在印度政府缺席的农村地区成立行政部门征税。环球网报道称，该党每年向印度企业勒索约3亿美元。
罂粟种植是贾坎德邦根拉县Ghagra地区等地及比哈尔邦的布尔尼亚县、基商甘杰县毛派的另一个主要资金来源。纳萨尔派已被政府指控以人民革命为幌子从当地矿业公司和其他企业分支机构勒索大量资金。安全部队声称鸦片田藏在玉米作物中。奥里萨邦德巴加尔县的报告显示，纳萨尔派也支持大麻种植以资助他们的活动。根据贾坎德邦警方编写的2008年报告《贾坎德邦的纳萨尔派事态》，毛派分子参与了18个县的采矿活动以获得资金。
贾纳帕蒂否认非法采矿和勒索公司钱财的指控，他说：“毛主义者正在努力使矿业公司远离毛主义控制的地区，党主要收集人民捐款和来自我们游击区的贸易商的资金……（我们）还从在我们区域从事各种工作的承包商收取合理的税款。”

## 法律地位
2006年，印度总理曼莫汉·辛格称其为印度国内最大安全威胁。2009年6月22日印度执政党国大党领导的团结进步联盟依据《禁止非法活动法》（UAPA）而将其列为恐怖组织。但印度左翼政党普遍表示反对，他们认为，法律和军事手段不可能根本解决印共（毛）问题，只有依靠政治化解、改善行政、加快发展才能逐步见效。西孟邦一些知识分子也强调，印共（毛）与主张分离主义的恐怖组织有别。

## 国际关系
该党与尼泊尔联合共产党（毛主义）、不丹共产党（马列毛）有联系，但是尼泊尔联合共产党（毛主义）否认此说法。

### 中華人民共和国官方态度
2005年10月，中華人民共和国驻印度大使孙玉玺公开表示，北京准备帮助印度镇压毛派叛乱。大使告诉记者：“如果印度需要任何来自我们的（你们期待的）帮助去摆脱他们，我们会尽力去做”，“我们也对他们为什么自称毛派感到迷惑。我们不喜欢这样。中（华人民共和）国国内与他们没有任何联系。”
2011年，在一次为外国媒体安排的会议上，中共中央对外联络部副部长艾平被问及中华人民共和国如何看待纳萨尔派的意识形态，他表示，“我们现在不与非法或极端主义政党接触，我们不支持任何人使用暴力手段推翻任何政府”。